# Kaiserstraße (Wuppertal)

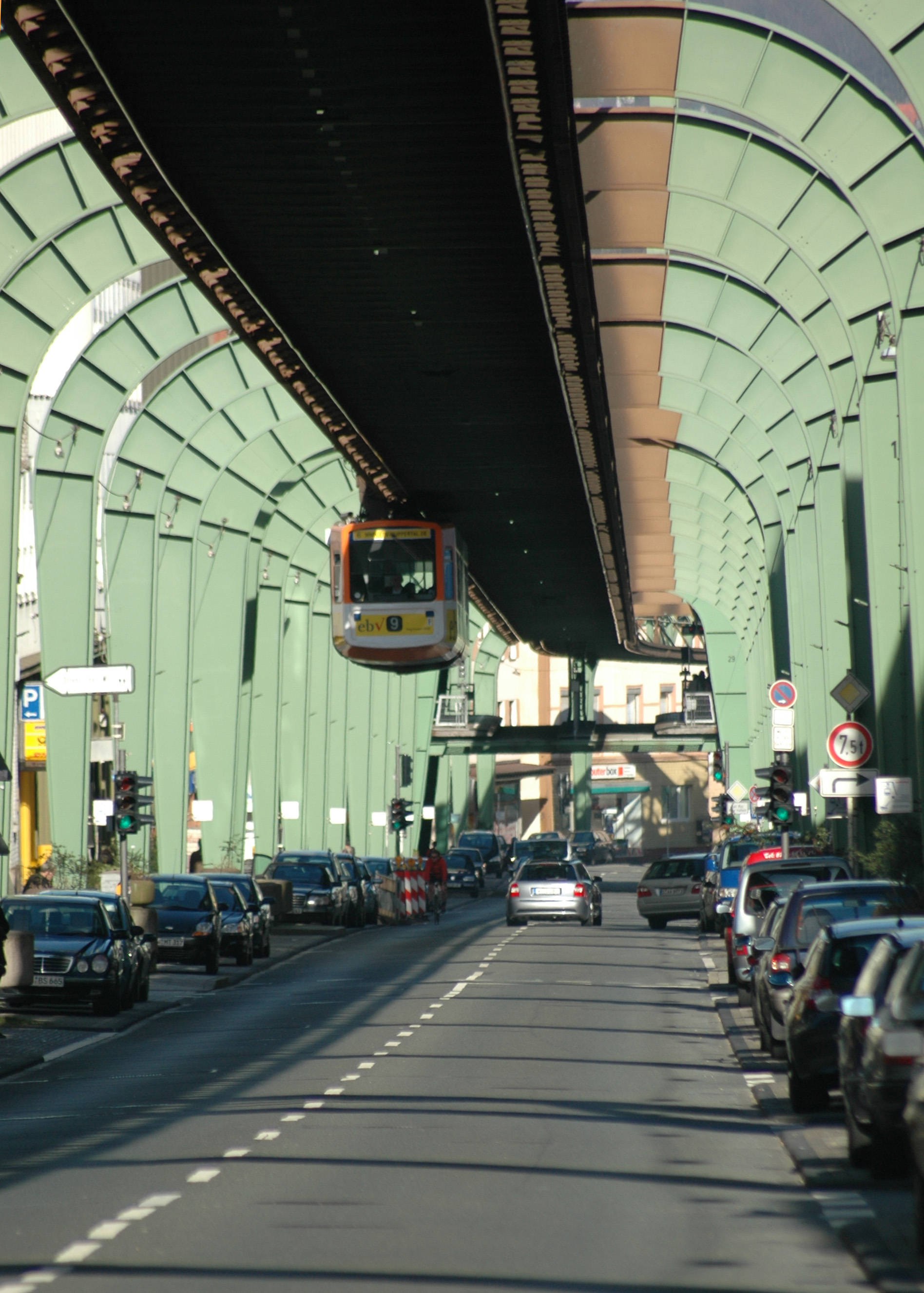
Die Kaiserstraße mit der Schwebebahn

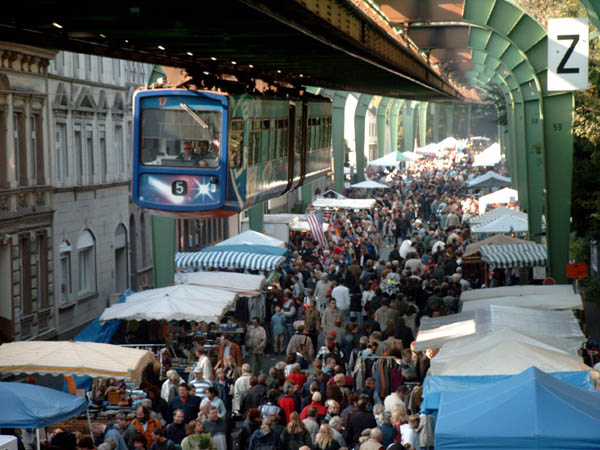
Vohwinkeler Flohmarkt

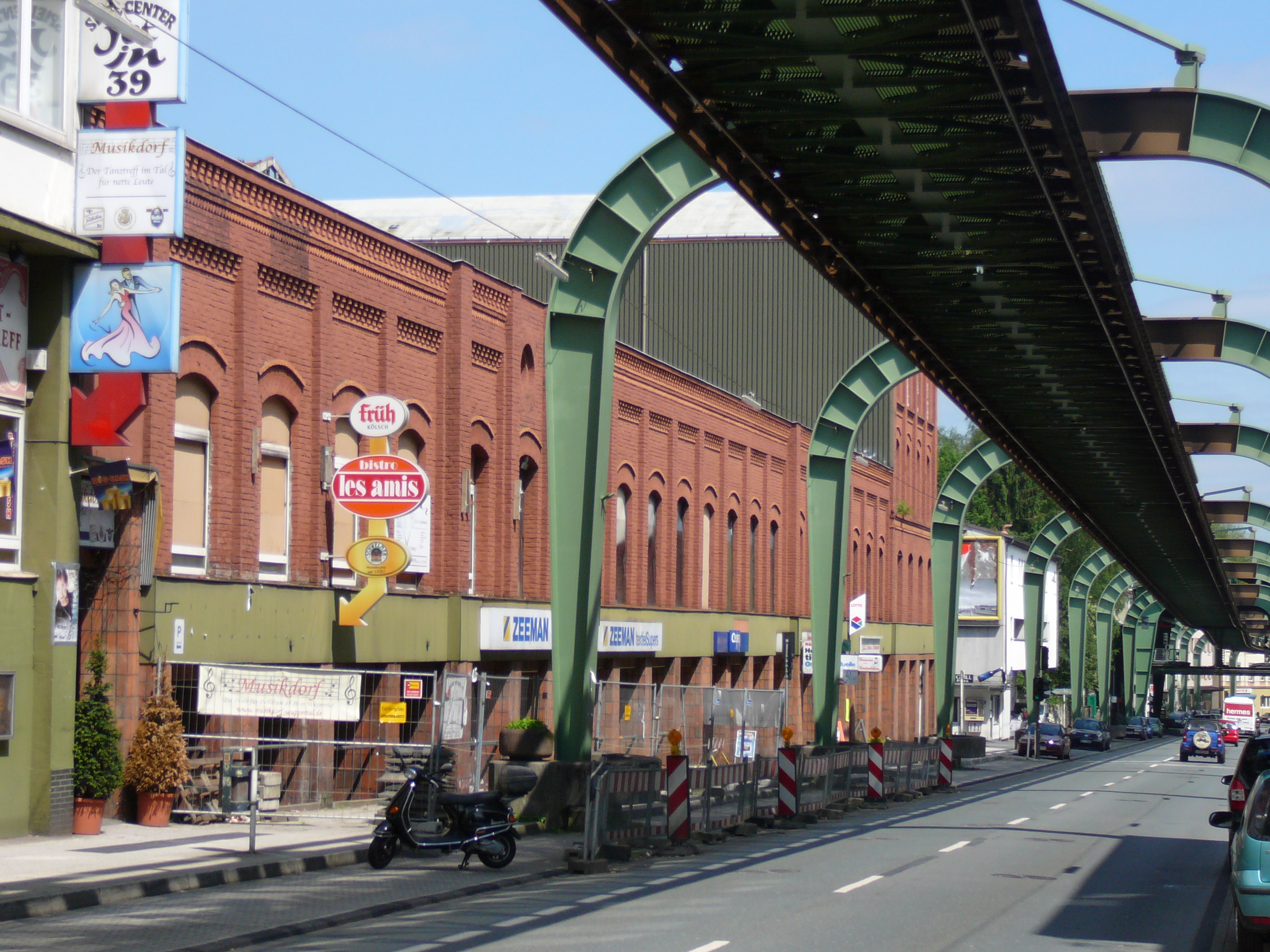
Das Gebhardgebäude

Die Kaiserstraße ist eine Hauptverkehrsstraße in Wuppertal und ein rund 1,5 Kilometer langes Teilstück der Bundesstraße 228 (B 228). Im Stadtteil Vohwinkel verläuft sie von Westen, wo sie an der Kreuzung Kaiserplatz beginnt. Sie setzt sich die B 228 als Vohwinkeler Straße fort. Nach Norden geht am Kaiserplatz die Bahnstraße als Bundesstraße 224 (B 224) in Richtung Vohwinkeler Bahnhof, und nach Süden die Gräfrather Straße, auch als B 224 ab. Im Osten endet sie an der Eugen-Langen-Straße. Die B 228 überquert dann als Straße Sonnborner Ufer das Autobahnkreuz Sonnborner Kreuz.

## Beschreibung und Geschichte
Die Kaiserstraße ist die wichtigste Hauptstraße des Stadtteils. Die Besonderheit der Straße ist, dass die Wuppertaler Schwebebahn den kompletten Straßenverlauf begleitet. Im gesamten Verlauf liegt verrohrt der Rottscheidter Bach.
Die Straße wurde 1838 angelegt und stellt seitdem die wichtigste Verbindung von Vohwinkel nach Sonnborn und weiter nach Elberfeld sowie Barmen dar. Die Benennung erfolgte im Todesjahr des Hohenzollernkaisers Wilhelm I. am 20. September 1888. Der Straßenverlauf im Westen ging ursprünglich weiter und wurde am 11. Juli 1895 als Königsstraße (seit 1935 Vohwinkler Straße) abgetrennt. Seit dem 6. Juli 1936 wird die Kaiserstraße durch den Westring als Umgehungsstraße des Vohwinkeler Zentrums entlastet, zu den Hauptverkehrszeiten belastet das heutige Verkehrsaufkommen beide Straßen bis über die Kapazitätsgrenzen.

## Bauwerke und Veranstaltungen
Das markanteste Bauwerk ist wohl die Schwebebahn, die Schwebebahn-Stationen Bruch und Hammerstein liegen dabei direkt über der Kaiserstraße. Die Schwebebahn-Endstation Vohwinkel befindet sich hinter dem Kaiserplatz an der Vohwinkeler Straße.
Das Gebhardgebäude hat eine wechselvolle Geschichte. Gebaut wurde es 1875 als Fabrikgebäude der Seidenweberei Gebhard & Co. AG, später beherbergte es später eine Eissporthalle.
Seit 1971 findet mit dem Vohwinkeler Flohmarkt der größte Ein-Tages-Trödelmarkt der Welt statt. Am Sonntag des letzten Septemberwochenendes jedes Jahres wird die gesamte Kaiserstraße komplett abgesperrt und als Flohmarkt unter der Schwebebahn genutzt.